# Richard Dostálek
Richard Dostálek (Jarošov, 26 aprile 1974) è un allenatore di calcio ed ex calciatore ceco, di ruolo difensore tecnico dello Zbrojovka Brno.
Nonostante sia un difensore è tra i calciatori ad aver segnato più reti nella prima divisione ceca.

## Palmarès

### Giocatore

#### Club
- Coppa della Repubblica Ceca: 2

Slavia Praga: 1999, 2002

#### Individuale
- Talento ceco dell'anno: 1

1994

### Allenatore

#### Competizioni nazionali
- Fotbalová národní liga: 1

Zbrojovka Brno: 2021-2022